# Lindenkreuz
Lindenkreuz est une commune de Thuringe (Allemagne), située dans l'arrondissement de Greiz. Elle fait partie de la Communauté d'administration de Münchenbernsdorf (Verwaltungsgemeinschaft Münchenbernsdorf).

## Géographie

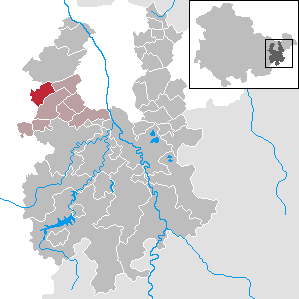
Situation de la commune (en rouge) dans l'arrondissement

Lindenkreuz est située au nord-ouest de l'arrondissement, à la limite avec l'arrondissement de Saale-Holzland. La commune appartient à la communauté d'administration de Münchenbernsdorf et se trouve à 13 km au sud-ouest de Gera et à 33 km au nord-ouest de Greiz, le chef-lieu de l'arrondissement.
La commune est composée des villages de lindenkreuz, Rothenbach et Waltersdorf (anciennes communes incorporées à Lindenkreuz).
Communes limitrophes (en commençant par le nord et dans le sens des aiguilles d'une montre) : Kraftsdorf, Saara, Münchenbernsdorf, Tautendorf et St. Gangloff.

## Histoire
La première mention de Lindenkreuz date de 1487 mais Rotehbach est cité en 1483 et Waltersdorf dès 1288.
Lors du Congrès de Vienne, ces trois villages font partie des territoires cédés par le roi de Saxe, allié de Napoléon Ier, au Grand-duché de Saxe-Weimar-Eisenach (cercle de Neustadt). Ils en feront partie jusqu'en 1918.
Ils rejoignent le land de Thuringe en 1920 (arrondissement de Gera).
Après la Seconde Guerre mondiale, ils sont intégrés à la zone d'occupation soviétique puis à la République démocratique allemande en 1949 (district de Gera, arrondissement de Greiz). Rothenbach et Waltersdorf sont incorporés à Lindenkreuz en 1950.
Depuis 1994, ils font partie du nouvel arrondissement de Greiz dans l'état libre de Thuringe recréé.

## Démographie
Commune de Lindenkreuz dans ses limites actuelles :
| 1910 | 1933 | 1939 | 1995 | 2000 | 2005 | 2010 |
| ---- | ---- | ---- | ---- | ---- | ---- | ---- |
| 593  | 603  | 617  | 547  | 525  | 508  | 475  |

## Communications
Lindenkreuz est traversée par la route régionale K129 qui rejoint Münchenbernsdorf. La route L1076 Gera-Sankt Gangloff-Stadtroda passes au nord de la commune.